# Копычко, Афанасий Романович
Афанасий Романович Копычко (15 мая 1900 года, село Кочержинцы, ныне Уманский район, Черкасская область — 20 июня 1975 года, Киев) — советский военный деятель, Генерал-майор (1942 год).

## Начальная биография
Афанасий Романович Копычко родился 15 мая 1900 года в селе Кочержинцы ныне Уманского района Черкасской области.

## Военная служба

### Довоенное время
В августе 1920 года был призван в ряды РККА и направлен красноармейцем в запасной батальон 14-й армии, дислоцированный в Виннице, а в октябре был направлен в Харьковскую школу червонных старшин, после окончания которой в сентябре 1924 года был направлен в 297-й стрелковый полк (99-я стрелковая дивизия, Украинский военный округ), где служил на должностях командира взвода, роты, командира и политрука роты и помощника начальника штаба полка. В мае 1935 года был назначен на должность помощника начальника 1-й части штаба Могилёв-Ямпольского укреплённого района, дислоцированного в Могилёве-Подольском.
В сентябре 1937 года Копычко был направлен в Военную академию имени М. В. Фрунзе, после окончания которой в августе 1938 года был назначен на должность помощника начальника штаба 43-го стрелкового корпуса, в октябре 1939 года — на должность начальника штаба 105-й стрелковой дивизии, а в марте 1941 года — на должность командира этой же дивизии в составе 25-й армии (Дальневосточный фронт).

### Великая Отечественная война
С началом войны полковник Копычко находился на прежней должности. В сентябре 1941 года был назначен на должность коменданта 106-го укреплённого района, в декабре 1942 года — на должность командира, а в августе 1945 года — на должность заместителя командира 17-го стрелкового корпуса, после чего во время советско-японской войны принимал участие в боевых действиях в ходе Харбино-Гиринской наступательной операции. Корпус развивал наступление по направлении на города Наджин (Расин), Чхонджин (Сейсин), перерезав коммуникации войск противника из портов Северной Кореи в Центральную и Восточную Маньчжурию. За проявленное личное мужество, храбрость и умение управлять частями в горно-таежной местности генерал-майор Афанасий Романович Копычко был награждён орденом Красного Знамени.

### Послевоенная карьера
После окончания войны был направлен на учёбу на высшие академические курсы при Высшей военной академии имени К. Е. Ворошилова, после окончания которых в апреле 1947 года был назначен на должность командира 106-й гвардейской воздушно-десантной дивизии, в сентябре 1949 года — на должность заместителя командира 38-го гвардейского воздушно-десантного корпуса, а в декабре 1951 года — на должность военного советника начальника управления боевой подготовки Генштаба Венгерской народной армии.
Генерал-майор Афанасий Романович Копычко в мае 1956 года был уволен в запас. Умер 20 июня 1975 года в Киеве.

## Награды
- Орден Ленина;
- Четыре ордена Красного Знамени;
- Орден Красной Звезды;
- Медали.